# Luisa Strina
Luisa Malzoni Strina (São Paulo, 18 de junho de 1943) é uma galerista e colecionadora de arte brasileira. Sua galeria, a Galeria Luisa Strina, é a mais antiga galeria de arte contemporânea no Brasil.

## Biografia
Luisa é filha de Ferdinando Strina e Lidia Malzoni, ambos paulistas filhos de imigrantes italianos que obtiveram grande sucesso empresarial e financeiro no Brasil. Sua avó paterna, Luisa Martinelli, era a irmã mais nova do famoso empresário Giuseppe Martinelli.
Strina chegou a estudar psicologia, mas desistiu do curso. Também fez curso de enfermagem e trabalhou em uma seguradora.
Após essas experiências, fez cursos livres, como fotografia e pintura, na Fundação Armando Alvares Penteado (FAAP), onde conheceu os artistas Carlos Fajardo e Luiz Paulo Baravelli. Se por um lado, tenha reconhecido que não tinha habilidade para ser artista, tinha descoberto sua vocação como marchand (negociante de obras de artes) e galerista, programando exibições em museus e galerias para os artistas que conheceu. Ela procurou levar a arte brasileira ao cenário mundial, dizendo mais tarde ao Financial Times: "Até 1985, o país estava fechado para exportação. Estávamos tão isolados". Não se tratava apenas de mulheres artistas, era qualquer artista".
Em 1974, Baravelli, que tinha um ateliê na rua Padre João Manuel, na Cerqueira César, reclamou dos preços do aluguel do local, e que sugeriu a Luisa Strina a abrir uma galeria de arte no local. Luisa Strina então funda a Galeria Luisa Strina, com a exibição inaugural no mesmo ano, com a participação de artistas como Carlos Fajardo, Edo Rocha, José de Moura Resende Filho, Luiz Paulo Baravelli, Nelson Leirner, Rubens Gerchman, Santuza Andrade, e Wesley Duke Lee.
Também em 1974, trouxe pela primeira vez ao Brasil obras dos artistas pop americanos Roy Lichstenstein, James Rosenquist, Jim Dine e Andy Warhol.

## Trabalho como galerista e colecionadora de arte
Em entrevista para à revista Valor Econômico, Strina reconhece seu papel como agenciadora dos artistas com quem trabalha. Ao invés de colecionar as artes e esperar que elas valorizem no mercado privado, ela procura projetar os artistas com quem trabalha, colocando as obras em museus e coleções de relevância no meio artístico. Também tem preferência de vender as obras para museus de arte, assim dando mais visibilidade às obras. Ela é particularmente conhecida por seu papel na promoção de artistas mulheres brasileiras como Lygia Pape.

## Relevância no campo da arte brasileira e mundial
A revista ArtReview, uma revista sediada em Londres, faz uma lista anualmente das pessoas mais poderosas e influentes no campo da arte internacional. Em 2012, Strina estava na posição 61º no ranking da revista britânica. Neste ano, ela chegou a passar os colecionistas Takashi Murakami, John Baldessari, Yayoi Kusama, e o empresário brasileiro Bernardo Paz, fundador do Instituto Inhotim. Desde 2012, sua posição no ranking tem variado, tendo chegado ao ápice em 2017, chegando na posição 49º no ranking em 2017.

## Vida pessoal
Foi casada com Wesley Duke Lee por 8 anos. Ela vive em Higienópolis, bairro de São Paulo.